# Абрамович, Семён Шмилович
Семён Шмилович Абрамович (род. 20 мая 1929, Арциз, Бессарабия, Румыния) — советский физикохимик, кандидат технических наук (1968), лауреат Государственной премии СССР (1981).

## Биография
Семён Шмилович Абрамович родился 20 мая 1929 года в южном бессарабском местечке Арциз. В 1952 году окончил Черновицкий университет.
После окончания института работал в отделе нефтепереработки в Уфимском научно-исследовательском институте (УфНИИ), в 1956—1996 годах — в организованном на базе УфНИИ Башкирском научно-исследовательском институте по нефтепереработке — БашНИИНП (с 1958 года — заведующий лабораторией, в 1967—1994 годах — заведующий отделом).
Область научных интересов — технологии получения нефтяных масел.

## Труды
Автор около 40 научных трудов и 39 изобретений.

## Награды и звания
- Государственная премия  СССР (1981)
- Орден «Знак Почёта» (1974).